# Оксид неодима(III)
Оксид неодима(III) — бинарное неорганическое соединение 
металла неодима и кислорода
с формулой Nd2O3,
голубовато-фиолетовые кристаллы,
не растворяется в воде.

## Получение
- Разложение гидроксида, нитрата или оксалата неодима:

{\displaystyle {\mathsf {2Nd(OH)_{3}\ {\xrightarrow {300-1100^{o}C}}\ Nd_{2}O_{3}+3H_{2}O}}}
{\displaystyle {\mathsf {4Nd(NO_{3})_{3}\ {\xrightarrow {780^{o}C}}\ 2Nd_{2}O_{3}+12NO_{2}+3O_{2}}}}
{\displaystyle {\mathsf {Nd_{2}(C_{2}O_{4})_{3}\ {\xrightarrow {800^{o}C}}\ Nd_{2}O_{3}+3CO_{2}+3CO}}}

## Физические свойства
Оксид неодима(III) образует голубовато-фиолетовые кристаллы нескольких кристаллических модификаций:
- α-Nd2O3 — кубическая сингония, пространственная группа I a3, параметры ячейки a = 1,1140 нм, Z = 16, существует при температуре ниже 600—850 °С.
- β-Nd2O3 — гексагональная сингония, пространственная группа P 3m1, параметры ячейки a = 0,3831 нм, c = 0,6008 нм, Z = 1, существует при температуре выше 600—850 °С.

Не растворяется в воде.